# Wiesloch
Wiesloch település Németországban, azon belül Baden-Württembergben. Lakosainak száma 27 120 fő (2023. december 31.). Wiesloch Walldorf és St. Leon-Rot községekkel határos.

## Népesség
A település népessége az elmúlt években az alábbi módon változott:
| Lakosok száma | 17 569 | 20 806 | 21 830 | 21 746 | 21 862 | 24 252 | 25 383 | 25 899 | 25 502 | 27 120 |
|               | 1961   | 1967   | 1974   | 1980   | 1987   | 1993   | 2000   | 2006   | 2013   | 2023   |

## Közlekedés

### Közúti közlekedés
A várost érinti az A5-ös és az A6-os autópálya.